# Манастир Ђурашин
Манастир Ђурашин се помиње у турском дефтеру из 1546. године, а претпоставља се да се налазио у близини Сремских Карловаца.
У једном недатованом дефтеру наводи се да је у њему живео монах Стефан, који је султану плаћао 150 акчи пореза. Претпоставља се да би се манастир могао довести у везу са Текијом коју сремски римокатолички бискуп Ладислаус Серењи средином 18. века убицира непосредно уз Петроварадин на путу ка Карловцима. Тада је постојала капела с мањим торњем покривена шиндром. Још увек није дат поуздан одговор на питање да ли Текију треба повезати са манастиром Буковац.